# Il ballerino sconosciuto
Il ballerino sconosciuto (The Love Cheat) è un film muto del 1919 diretto da George Archainbaud. Il soggetto è l'adattamento cinematografico del lavoro teatrale del 1909 Le Danseur inconnu di Tristan Bernard.
Girato e prodotto negli Stati Uniti, il film ha una forte impronta francese: francesi sono il produttore, l'autore della pièce, il regista e il direttore della fotografia.

## Trama
Henry Calvin, un artista del Greenwich Village, deve incontrare un potenziale cliente in un hotel alla moda. L'appuntamento va a monte e Henry sbaglia poi di prendere il suo cappotto. Nella tasca, trova un invito per una festa cui si reca, affamato e curioso. La festeggiata è Louise Gordon, una bella ragazza di cui Henry si innamora subito. Ma si rende conto che la sua povertà gli preclude una relazione con lei. Mentre sta per lasciare il ricevimento, incrocia un vecchio compagno di scuola, William West. Parlando con lui, a West viene in mente che potrebbe trarre dei vantaggi dall'unione di Louise con Henry e, allora, finanzia l'amico che può presentarsi come manager di un'industria navale. Henry corteggia Louise ma, quando i due stanno per fidanzarsi, il giovane si vergogna di aver ingannato la donna che ama e le invia una lettera dove le confessa la verità.
Tempo dopo, Louise - che, nel frattempo, si è fidanzata con Herbert - ritrova per caso Henry, ora impiegato in un negozio d'antiquariato. Lui le racconta che si era innamorato di lei appena l'aveva vista, anche prima di sapere che lei era una ricca ereditiera e Louise viene vinta dal sentimento di Henry.

## Produzione
Il film fu prodotto dalla Albert Capellani Productions. Il titolo di lavorazione del film era The Unknown Dancer. Secondo alcune giornali, Jessica Brown si esibì in una danza di sua creazione che era una combinazione tra lo stile tersicoreo della Grecia classica e il jazz contemporaneo.

## Distribuzione
Il copyright del film, richiesto dalla Pathé Exchange, Inc., fu registrato il 18 marzo 1920 con il numero LU14892. Distribuito dalla Pathé Exchange, uscì nelle sale cinematografiche statunitensi il 24 agosto 1919. In Francia, dove fu distribuito il 10 settembre 1919 dalla Pathé Frères, riprese il titolo del testo teatrale, Le Danseur inconnu. In Italia, il film ottenne il visto di censura nell'ottobre 1920.
Non si conoscono copie ancora esistenti della pellicola che viene considerata presumibilmente perduta.